# Тола, Эрён
Эрён То́ла (алб. Erjon Tola; родился 15 декабря 1986 года) — албанский горнолыжник, первый и к настоящему времени единственный участник зимних Олимпийских игр от своей страны.
Обучался в Италии, где он живёт в городке Червиния с 1992 года после эмиграции родителей. Горнолыжным спортом начал заниматься с 6 лет.
Участник двух зимних Олимпиад: 2006 в Турине и 2010 в Ванувере. Он сошёл в слаломе, был на последнем (56-м) месте среди тех, кто закончил супергигант в Турине, но в гигантском слаломе занял 35-е место. На следующих Играх в Ванкувере был 48-м в слаломе и 63-м в гиганте. 